# Draba ovibovina
Draba ovibovina là một loài thực vật có hoa trong họ Cải. Loài này được (E.Ekman) E.Ekman mô tả khoa học đầu tiên năm 1941.